# Repertorium
Ten artykuł należy dopracować:

przedstawiono sytuację tylko z polskiej perspektywy – artykuł powinien być przekrojowy.
Pomóż go poprawić. 
Repertorium – wykaz akt lub spraw np. sądowych, rodzaj księgi biurowej.
Repertoria sądowe zazwyczaj mogą dostarczyć informacji o dacie przekazania sprawy sądowi, osobie sędziego sprawozdawcy wyznaczonego w sprawie, datach i treści zarządzeń kierowanych do stron, datach i wyniku posiedzeń wyznaczonych w sprawie, jak również o treści rozstrzygnięcia, jakim sprawa się zakończyła oraz o wniesieniu środków zaskarżenia i wynikach postępowania wywołanego wniesieniem tych środków. Mogą być prowadzone w tradycyjnej formie (księgi) lub w formie elektronicznej.

## Repertoria w Polsce

### Podmioty obowiązane do prowadzenia repertoriów
W Polsce obowiązek prowadzenia ksiąg w formie repertorium spoczywa nie tylko na sądach, przykładowo taki obowiązek mają także np.:
1. prokuratura
2. notariusze,
3. tłumacze przysięgli,
4. komornicy.

### Repertoria sądów powszechnych

#### Podstawa prawna
Zasady biurowości w sądach powszechnych reguluje Instrukcja sądowa. Repertoria prowadzi się jako odrębne księgi dla poszczególnych lat, w których dokonuje się rejestracji spraw w kolejności ich wpływu, pod kolejnym numerem, z zachowaniem ciągłości numeracji w ramach jednego roku. Wyjątkowo można kontynuować wpisy w nowym roku, z nową numeracją (§ 71 Instrukcji). W niektórych wypadkach wskazano również ważniejsze wykazy stanowiące – obok repertoriów – podstawę konstruowania sygnatury akt sprawy.

#### Sprawy cywilne
W ramach spraw cywilnych wyróżnia się szereg węższych kategorii. Kryteria rozróżniające są wielorakiego charakteru, od przedmiotowych, poprzez mieszane przedmiotowo-podmiotowe, do wyłącznie podmiotowych.
W repertoriach w sprawach cywilnych rejestruje się m.in. nazwiska i imiona (nazwy) stron, skrótowo przedmiot sporu, daty poszczególnych posiedzeń i ich wynik, rozstrzygnięcia końcowe zapadłe w I i II instancji.

##### Sprawy cywilnesensu stricto
Podstawa prawna: § 93 – 94 i 111 Instrukcji.
1. W wydziałach cywilnych sądów rejonowych prowadzi się następujące repertoria:
  1. „Nc” – dla spraw cywilnych podlegających rozpoznaniu w postępowaniu nakazowym i upominawczym, a także podlegających rozpoznaniu w europejskim postępowaniu nakazowym,
  2. „C” – dla pozostałych spraw cywilnych podlegających rozpoznaniu w procesie wszczętych na skutek pozwu, w tym podlegających rozpoznaniu w postępowaniu uproszczonym, a także w europejskim postępowaniu w sprawie drobnych roszczeń;
  3. „Ns” – dla spraw cywilnych podlegających rozpoznaniu w postępowaniu nieprocesowym;
  4. „Nc-e” – dla spraw wszczętych w Elektronicznym Postępowaniu Upominawczym;
  5. „Co” – dla innych spraw cywilnych;
  6. Cz” – dla zażaleń rozpoznawanych przez inny skład sądu pierwszej instancji oraz dla zażaleń na wydanie przez funkcjonariusza Policji albo żołnierza Żandarmerii Wojskowej nakazu albo zakazu na podstawie art. 15aj ustawy z dnia 6 kwietnia 1990 r. o Policji[2] i art. 18j ustawy z dnia 24 sierpnia 2001 r. o Żandarmerii Wojskowej i wojskowych organach porządkowych[3].
2. W wydziałach cywilnych sądów okręgowych prowadzi się następujące repertoria:
  1. „C”
  2. „Ns”
  3. „Nc”
  4. „Co”
  5. „Ca” – dla spraw przedstawionych z apelacjami od orzeczeń sądów rejonowych;
  6. „Cz” – dla spraw cywilnych przedstawionych z zażaleniami na postanowienia i zarządzenia wydane w postępowaniu przed sądami rejonowymi oraz z zażaleniami na odmowę dokonania czynności notarialnej, a także dla zażaleń rozpoznawanych przez inny skład sądu pierwszej instancji i dla zażaleń rozpoznawanych przez inny skład sądu drugiej instancji,
  7. „Cz-e” – dla spraw przedstawionych z zażaleniami na postanowienia i zarządzenia wydane w Elektronicznym Postępowaniu Upominawczym.

##### Sprawy gospodarcze
Podstawa prawna: § 156 i 157 Instrukcji.
1. W wydziałach gospodarczych sądów rejonowych (sądach gospodarczych) prowadzi się następujące repertoria:
  1. „GNc” – dla spraw gospodarczych podlegających rozpoznaniu w postępowaniu nakazowym i upominawczym, a także podlegających rozpoznaniu w europejskim postępowaniu nakazowym;
  2. „GC” – dla pozostałych spraw gospodarczych podlegających rozpoznaniu w procesie wszczętych na skutek pozwu, w tym podlegających rozpoznaniu w postępowaniu uproszczonym, a także w europejskim postępowaniu w sprawie drobnych roszczeń;
  3. „GNs” – dla spraw gospodarczych podlegających rozpoznaniu w postępowaniu nieprocesowym;
  4. „GCo” – dla innych spraw gospodarczych;
  5. „Gz” – dla zażaleń rozpoznawanych przez inny skład sądu pierwszej instancji.
2. W wydziałach gospodarczych sądów okręgowych (okręgowych sądach gospodarczych) prowadzi się następujące repertoria:
  1. „GC”
  2. „GNs”
  3. „GNc”
  4. „GCo”
  5. „Ga” – dla spraw gospodarczych przedstawionych z apelacjami od orzeczeń sądów rejonowych;
  6. „Gz” – dla spraw gospodarczych przedstawionych z zażaleniami na postanowienia i zarządzenia wydane w postępowaniu przed sądami rejonowymi, a także dla zażaleń rozpoznawanych przez inny skład sądu pierwszej instancji i dla zażaleń rozpoznawanych przez inny skład sądu drugiej instancji.
  7. „Ga-KRZ” – dla spraw przedstawionych z apelacjami od orzeczeń sądów rejonowych wydanych w sprawach upadłościowych i o orzeczenie zakazu, o którym mowa w art. 373 ust. 1 ustawy z dnia 28 lutego 2003 r. Prawo upadłościowe (Dz.U. z 2020 r. poz. 1228)
  8. „Gz-KRZ” – dla spraw przedstawionych z zażaleniami na postanowienia sądów rejonowych i zarządzenia wydane w postępowaniu przed sądami rejonowymi w sprawach upadłościowych, restrukturyzacyjnych i o orzeczenie zakazu, o którym mowa w art. 373 ust. 1 ustawy z dnia 28 lutego 2003 r. Prawo upadłościowe (Dz.U. z 2020 r. poz. 1228), a także dla zażaleń rozpoznawanych przez inny skład sądu drugiej instancji w takich sprawach.

Repertoria „Ga-KRZ” oraz „Gz-KRS” prowadzone są wyłącznie w systemie teleinformatycznym.

##### Sprawy rejestrowe
Podstawa prawna: § 161 – 163 Instrukcji
W wydziałach rejestrowych sądów rejonowych (sądach rejestrowych) oraz wydziałach cywilnych sądów okręgowych nie prowadzi się repertoriów. Ich funkcję pełnią wykazy.
1. W sądach rejonowych:
  1. „Ns-Rej. KRS” – dla spraw dotyczących wszelkich wpisów do Krajowego Rejestru Sądowego oraz dla innych spraw rozpoznawanych przez sąd rejestrowy, których przedmiotem nie są wnioski o wpis;
  2. „Ns-Rej. Za” – dla spraw o wpis do rejestru zastawów oraz dla innych spraw rozpoznawanych przez sąd rejestrowy, których przedmiotem nie są wnioski o wpis.
2. W sądzie okręgowym:
  1. „Ns-Rej. Pr” – dla spraw z zakresu rejestru dzienników i czasopism.
3. W Sądzie Okręgowym w Warszawie:
  1. „Ns-Rej. Ew. P” – dla spraw z zakresu ewidencji partii politycznych;
  2. „Ns-Rej. Ew. Pzm” – dla spraw z zakresu zmian w ewidencji partii politycznych;
  3. „Ns-Rej. FE” – dla spraw z zakresu rejestracji funduszy emerytalnych;
  4. „Ns-Rej. FI” – dla spraw z zakresu rejestracji funduszy inwestycyjnych.

##### Sprawy upadłościowe i restrukturyzacyjne
Podstawa prawna: § 209 Instrukcji
W wydziałach gospodarczych dla spraw restrukturyzacyjnych i upadłościowych oraz w wydziałach gospodarczych właściwych dla spraw restrukturyzacyjnych i upadłościowych prowadzi się następujące repertoria:
1. „GR” – dla spraw o otwarcie postępowania restrukturyzacyjnego oraz z wniosku dłużnika będącego osobą fizyczną nieprowadzącą działalności gospodarczej o otwarcie postępowania o zawarcie układu na zgromadzeniu wierzycieli,
2. „GU” – dla spraw o ogłoszenie upadłości, w tym wniosków osób, do których mają zastosowanie przepisy tytułu V części trzeciej p.u., dla spraw o otwarcie wtórnego postępowania upadłościowego oraz o uznanie orzeczenia o wszczęciu zagranicznego postępowania upadłościowego, a także o uchylenie i zmianę orzeczenia o uznaniu,
3. „GRz” – dla spraw restrukturyzacyjnych po wpłynięciu wniosku o zatwierdzenie układu w postępowaniu o zatwierdzenie układu,
4. „GRp” – dla spraw restrukturyzacyjnych po otwarciu przyspieszonego postępowania układowego, dla spraw, w których sąd otworzył postępowanie o zawarcie układu przez dłużnika będącego osobą fizyczną nieprowadzącą działalności gospodarczej na zgromadzeniu wierzycieli lub skierował dłużnika, który złożył wniosek o ogłoszenie upadłości do postępowania o zawarcie układu na zgromadzeniu wierzycieli
5. „GRu” – dla spraw restrukturyzacyjnych po otwarciu postępowania układowego,
6. „GRs” – dla spraw restrukturyzacyjnych po otwarciu postępowania sanacyjnego,
7. „GUp” – dla spraw upadłościowych po ogłoszeniu upadłości, w tym osób, do których mają zastosowanie przepisy tytułu V części trzeciej p.u. oraz dla wtórnych postępowań upadłościowych i postępowań prowadzonych po uznaniu orzeczenia o wszczęciu zagranicznego postępowania upadłościowego,
8. „Gzd” – dla spraw o zakaz prowadzenia działalności gospodarczej,
9. „GRo” – dla wszczętych przed sądem restrukturyzacyjnym spraw rozpoznawanych według przepisów k.p.c., w tym spraw z wniosku Ministra Sprawiedliwości złożonego na podstawie art. 18a ust. 1 ustawy o licencji doradcy restrukturyzacyjnego,
10. „GUo” – dla wszczętych przed sądem upadłościowym spraw rozpoznawanych według przepisów k.p.c., w tym powództwa o wyłączenie z masy upadłości oraz spraw z wniosku Ministra Sprawiedliwości złożonego na podstawie art. 18a ust. 1 ustawy o licencji doradcy restrukturyzacyjnego

##### Sprawy z zakresu ochrony konkurencji i podobne
Podstawa prawna: § 235 Instrukcji
Zakres wymienionych tutaj spraw obejmuje sprawy z zakresu ochrony konkurencji, ochrony zbiorowych interesów konsumentów, sprawy z zakresu regulacji energetyki, sprawy z zakresu regulacji transportu kolejowego, jak również sprawy z zakresu regulacji telekomunikacji.
Sądem właściwym w tych sprawach jest odrębny wydział Sądu Okręgowego w Warszawie sąd ochrony konkurencji i konsumentów. W sądzie tym prowadzi się następujące repertoria:
1. „AmC” – dla spraw o uznanie postanowień wzorca umowy za niedozwolone;
2. „AmE” – dla spraw z zakresu prawa energetycznego przedstawionych z odwołaniami od decyzji Prezesa Urzędu Regulacji Energetyki;
3. „AmK” – dla spraw z zakresu przepisów o transporcie kolejowym przedstawionych z odwołaniami od decyzji Prezesa Urzędu Transportu Kolejowego;
4. „AmA” – dla spraw z zakresu ochrony konkurencji przedstawionych z odwołaniami od decyzji Prezesa Urzędu Ochrony Konkurencji i Konsumentów;
5. „AmT” – dla spraw z zakresu prawa telekomunikacyjnego przedstawionych z odwołaniami od decyzji Prezesa Urzędu Komunikacji Elektronicznej (do 13 stycznia 2006 roku: Prezes Urzędu Regulacji Telekomunikacji i Poczty);
6. „Amz” – dla spraw przedstawionych z zażaleniami na postanowienia wydawane przez Prezesa Urzędu Ochrony Konkurencji i Konsumentów o uznanie wzorca umowy za niedozwolony, a także na postanowienia wydane przez: Prezesa Urzędu Regulacji Energetyki, Prezesa Urzędu Transportu Kolejowego, Prezesa Urzędu Komunikacji Elektronicznej, dyrektora regionalnego zarządu gospodarki wodnej Państwowego Gospodarstwa Wodnego Wody Polskie;
7. „Amo” – dla innych spraw rozpoznawanych przez sąd ochrony konkurencji i konsumentów według przepisów o procesie;
8. „AmW” – dla spraw przedstawianych z odwołaniami od decyzji wydawanych przez dyrektora regionalnego zarządu gospodarki wodnej Państwowego Gospodarstwa Wodnego Wody Polskie,
9. „Az” – dla zażaleń rozpoznawanych przez inny skład sądu pierwszej instancji.

##### Sprawy z zakresu własności intelektualnej
Podstawa prawna: § 241 Instrukcji
Sądami właściwymi w tych sprawach w I instancji są wyłącznie wybrane sądy okręgowe, w których funkcjonują wydziały własności intelektualnej określone w rozporządzeniu Ministra Sprawiedliwości z dnia 29 czerwca 2020 r. w sprawie przekazania niektórym sądom okręgowym rozpoznawania spraw własności intelektualnej z właściwości innych sądów okręgowych. W wydziałach tych prowadzi się następujące repertoria:
1. „GW” – dla spraw z zakresu własności intelektualnej, podlegających rozpoznaniu w procesie, w tym spraw dotyczących unijnych znaków towarowych i wzorów wspólnotowych,
2. „GWo” – dla innych spraw z zakresu własności intelektualnej, w tym spraw dotyczących unijnych znaków towarowych i wzorów wspólnotowych, w szczególności: o nadanie klauzuli wykonalności, o odtworzenie akt, o zabezpieczenie środka dowodowego, wezwanie do udzielenia informacji, o udzielenie zabezpieczenia, o wyznaczenie sądu, o wyłączenie sędziego, o zwolnienie od kosztów sądowych, o ustanowienie pełnomocnika,
3. „GWz” – dla zażaleń rozpoznawanych przez inny skład sądu pierwszej instancji w sprawach z zakresu własności intelektualnej, w tym w sprawach dotyczących unijnych znaków towarowych i wzorów wspólnotowych.

##### Sprawy z zakresu zamówień publicznych
Podstawa prawna: § 241a Instrukcji
Sądem właściwym do rozpoznawania skarg na orzeczenia Krajowej Izby Odwoławczej oraz skarg na postanowienia Prezesa Krajowej Izby Odwoławczej jest Sąd Okręgowy – sąd zamówień publicznych, w którym prowadzi się następujące repertoria:
1. „Zs” – dla skarg na orzeczenia Krajowej Izby Odwoławczej i dla skarg na postanowienia Prezesa Krajowej Izby Odwoławczej,
2. „Zo” – dla innych spraw z zakresu zamówień publicznych,
3. „Zz” – dla zażaleń rozpoznawanych przez inny skład sądu pierwszej instancji w sprawach z zakresu zamówień publicznych

##### Sprawy z zakresu prawa pracy
Podstawa prawna: § 242 – 243 Instrukcji
1. W wydziale sądu rejonowego rozpoznającym sprawy z zakresu prawa pracy (sądzie pracy) lub sprawy z zakresu prawa pracy i ubezpieczeń społecznych (sądzie pracy i ubezpieczeń społecznych), prowadzi się następujące repertoria:
  1. „Np” – dla spraw podlegających rozpoznaniu w postępowaniu nakazowym i upominawczym, a także podlegających rozpoznaniu w europejskim postępowaniu nakazowym; przepis § 93 ust. 6 i § 105 stosuje się odpowiednio,
  2. „P” – dla spraw z zakresu prawa pracy, o roszczenia pracownika, członków rodzin i spadkobierców wynikające ze stosunku pracy lub z nim związane oraz spraw między innymi podmiotami, do których rozstrzygnięcia z mocy ustaw szczególnych stosuje się przepisy o postępowaniu w sprawach z zakresu prawa pracy, dla spraw podlegających rozpoznaniu na skutek pozwu pracodawcy o odszkodowanie należne od pracownika, w związku ze świadczoną przez niego pracą (łącznie ze sprawami z tytułu odpowiedzialności wspólnej), w tym podlegających rozpoznaniu w postępowaniu uproszczonym;
  3. „U” – dla spraw z zakresu ubezpieczeń społecznych, dotyczy to wyłącznie sądów pracy i ubezpieczeń społecznych;
  4. „Po”, „Uo” lub „Po-Uo” – dla innych spraw z zakresu prawa pracy i ubezpieczeń społecznych,
  5. „Pz”, „Uz” lub „Pz-Uz” – dla zażaleń rozpoznawanych przez inny skład sądu pierwszej instancji w sprawach z zakresu prawa pracy i w sprawach z zakresu ubezpieczeń społecznych.
2. W wydziale sądu okręgowego rozpoznającym sprawy z zakresu prawa pracy i ubezpieczeń społecznych (okręgowym sądzie pracy i ubezpieczeń społecznych) prowadzi się następujące repertoria:
  1. „Np”
  2. „P”
  3. „U”
  4. „Po”, „Uo” lub „Po-Uo”
  5. „Pa” – dla spraw z zakresu prawa pracy przedstawionych z apelacjami od orzeczeń sądów rejonowych,
  6. „Pz” – dla spraw z zakresu prawa pracy przedstawionych z zażaleniami na postanowienia i zarządzenia wydane w postępowaniu przed sądami rejonowymi, a także dla zażaleń rozpoznawanych przez inny skład sądu pierwszej instancji i dla zażaleń rozpoznawanych przez inny skład sądu drugiej instancji,
  7. „Ua” – dla spraw z zakresu ubezpieczeń społecznych przedstawionych z apelacjami od orzeczeń sądów rejonowych,
  8. „Uz” – dla spraw z zakresu ubezpieczeń społecznych przedstawionych z zażaleniami na postanowienia i zarządzenia wydane w postępowaniu przed sądami rejonowymi, a także dla zażaleń rozpoznawanych przez inny skład sądu pierwszej instancji i dla zażaleń rozpoznawanych przez inny skład sądu drugiej instancji.

##### Sprawy z zakresu ksiąg wieczystych
Podstawa prawna: § 262 – 277 Instrukcji
W wydziałach sądów rejonowych, prowadzących księgi wieczyste, prowadzi się następujące repertoria:
1. „Kw” – w którym rejestruje się księgę wieczystą z chwilą jej założenia lub przejęcia jej prowadzenia od innego sądu;
2. „Zd” – w którym rejestruje się w szczególności zbiory dokumentów z chwilą ich przejęcia z innego sądu, zbiór dokumentów prowadzi się dla nieruchomości, która nie ma urządzonej księgi wieczystej;
3. „Ar” – w którym rejestruje się zamknięte księgi wieczyste, repertorium to ma charakter archiwalny.

Wpisy we wszystkich powyższych repertoriach numeruje się w sposób ciągły, bez względu na rok rejestracji.
Istotne znaczenie z punktu widzenia obrotu nieruchomościami ma również dziennik korespondencji („Dz. Kw” dla repertorium „Kw” oraz „Dz. Zd” dla repertorium „Zd”), ponieważ rejestruje się w nim wnioski o wpis (wykreślenie) w księdze wieczystej. Zgodnie z obowiązującym prawem, pierwszeństwo wpisów określa się natomiast według pierwszeństwa złożenia wniosków o wpis, o ile wniosek taki zostanie pozytywnie rozpoznany.

##### Sprawy rodzinne i nieletnich
Podstawa prawna: § 283 Instrukcji
W wydziale rodzinnym i nieletnich (sądzie rodzinnym) prowadzi się niżej wymienione repertoria:
1. W sprawach nieletnich:
  1. „Nkd” dla spraw nieletnich, w których zachodzi podejrzenie popełnienia czynu karalnego lub demoralizacji;
2. W sprawach opiekuńczych małoletnich:
  1. „Nsm” – dla spraw dotyczących małoletnich, które podlegają rozpoznaniu przez sąd rodzinny w trybie postępowania nieprocesowego.
3. Dla spraw z zakresu prawa rodzinnego i opiekuńczego dotyczących osób pełnoletnich oraz dla spraw dotyczących leczenia osób uzależnionych od alkoholu:
  1. „RNs” – dla spraw podlegających rozpoznaniu przez wydział rodzinny w postępowaniu nieprocesowym, w tym również dotyczących poddania obowiązkowi leczenia osób uzależnionych od alkoholu.
4. Dla spraw rodzinnych procesowych i innych rozpoznawanych przez wydział rodzinny:
  1. „RNc” – dla spraw podlegających rozpoznaniu w europejskim postępowaniu nakazowym,
  2. „RC” – dla wszczętych przed wydziałem rodzinnym spraw cywilnych rozpoznawanych w trybie postępowania procesowego,
  3. „RCo” dla innych spraw rozpoznawanych przez wydziały rodzinne.
5. „RCz” – dla zażaleń rozpoznawanych przez inny skład sądu pierwszej instancji we wszystkich rodzajach spraw.

#### Sprawy karne
W zakresie tego pojęcia mieszczą się sprawy karne, sprawy karne skarbowe, sprawy o wykroczenia oraz sprawy o wykroczenia skarbowe. Zasady ustalone dla prowadzenia ksiąg w sprawach karnych sensu largo dzielą jednak tę kategorię na dwie zasadnicze: (1) sprawy karne, karne skarbowe i o wykroczenia skarbowe, oraz (2) sprawy o wykroczenia. Wiąże się to z historycznym rozwojem ustroju polskiego wymiaru sprawiedliwości i powierzeniem w przeszłości orzecznictwa w sprawach o wykroczenia kolegiom do spraw wykroczeń.
Odrębny charakter mają sprawy z zakresu prawa karnego wykonawczego, związane z szeroko rozumianych wykonywaniem kar i środków karnych orzeczonych w postępowaniu karnym.

##### Sprawy karne i karne skarbowe
Podstawa prawna: § 363–364, 380 – 385 Instrukcji
1. W wydziałach sądów rejonowych rozpoznających sprawy karne, karne skarbowe oraz o wykroczenia skarbowe, prowadzi się następujące repertoria i wykazy mogące występować w sygnaturze sprawy:
  1. „K” – dla spraw, w których wniesiono akt oskarżenia lub pismo zastępujące akt oskarżenia do tych sądów, w tym dla spraw o przestępstwa skarbowe, wniosków prokuratora o wydanie na posiedzeniu wyroku skazującego w trybie art. 335 § 1 k.p.k.[5], dla spraw w przedmiocie wydania wyroku łącznego, wniosków prokuratora o umorzenie postępowania z powodu niepoczytalności sprawcy i zastosowanie środków zabezpieczających, wniosków o warunkowe umorzenie postępowania karnego, wniosków w trybie art. 145 k.k.s.[6] dotyczących przestępstw skarbowych oraz spraw dotyczących odpowiedzialności podmiotu zbiorowego na podstawie ustawy z dnia 28 października 2002 r. o odpowiedzialności podmiotów zbiorowych za czyny zabronione pod groźbą kary[7];
  2. wykaz „Ko” – dla czynności podejmowanych przez sąd z urzędu, pism i wniosków w sprawach karnych oraz w sprawach o przestępstwa skarbowe, niepodlegających wpisowi do innych urządzeń ewidencyjnych;
  3. wykaz „Kp” – dla spraw z zakresu szeroko rozumianego nadzoru sprawowanego przez sąd nad postępowaniem przygotowawczym w sprawach karnych, w szczególności dotyczące zastosowania i przedłużania tymczasowego aresztowania w toku śledztwa lub dochodzenia, rozpoznawania zażaleń na zatrzymanie osoby, rozpoznawania zażaleń na odmowę wszczęcia dochodzenia lub śledztwa oraz na umorzenie postępowania przygotowawczego, gdy prokurator nadrzędny nie przychylił się do zażalenia, rozpoznawania wniosków prokuratora i podejrzanego o wyznaczenie obrońcy z urzędu oraz wniosków stron i innych osób uprawnionych o wyznaczenie pełnomocnika z urzędu;
  4. wykaz „Kop” – dla spraw z zakresu postępowania w sprawach karnych ze stosunków międzynarodowych.
2. W wydziałach sądów okręgowych rozpoznających sprawy karne, karne skarbowe oraz o wykroczenia skarbowe, prowadzi się następujące repertoria i wykazy mogące występować w sygnaturze sprawy:
  1. „K” – dla spraw, w których akt oskarżenia wniesiono do sądu okręgowego, wniosków prokuratora o wydanie na posiedzeniu wyroku skazującego w trybie art. 335 § 1 k.p.k.[5], spraw w przedmiocie wydania wyroku łącznego, wniosków prokuratora o umorzenie postępowania z powodu niepoczytalności sprawcy i zastosowanie środków zabezpieczających, wniosków prokuratora o warunkowe umorzenie postępowania karnego, spraw dotyczących odpowiedzialności podmiotu zbiorowego na podstawie ustawy z dnia 28 października 2002 r. o odpowiedzialności podmiotów zbiorowych za czyny zabronione pod groźbą kary[7], spraw lustracyjnych wniesionych w trybie przepisów ustawy z dnia 18 października 2006 r. o ujawnieniu informacji o dokumentach organów bezpieczeństwa państwa z lat 1944–1990 oraz treści tych dokumentów[8] oraz wniosków o ukaranie kierowanych przez Komisję Nadzoru Finansowego w trybie przepisów ustawy z dnia 11 maja 2017 r. o biegłych rewidentach, firmach audytorskich oraz o nadzorze publicznym[9];
  2. „Ka” – dla spraw, w których wniesiono apelacje w sprawach karnych i w sprawach o wykroczenia od wyroków sądów rejonowych oraz spraw, w których wyrok został uchylony w wyniku nadzwyczajnego środka zaskarżenia i sprawa została przekazana do ponownego rozpoznania sądowi odwoławczemu;
  3. „Kz” – dla spraw, w których wniesiono zażalenia w sprawach karnych i w sprawach o wykroczenia na postanowienia sądów rejonowych lub na zarządzenia prezesów tych sądów, z wyłączeniem zażaleń na postanowienia sądów wydane w postępowaniu wykonawczym;
  4. „Kzw” – dla spraw, w których wniesiono zażalenia na postanowienia sądów rejonowych wydane w postępowaniu wykonawczym;
  5. wykaz „Ko”;
  6. wykaz „Kp”;
  7. wykaz „Kop”.

##### Sprawy o wykroczenia
Podstawa prawna: § 430 Instrukcji
W wydziałach sądów rejonowych rozpoznających sprawy o wykroczenia, w tym wykroczenia skarbowe (do 2010 r. sądach grodzkich, potem wydziałach karnych), prowadzi się następujące repertoria oraz wykazu mogące występować w sygnaturze sprawy:
1. „W” – dla spraw o wykroczenia, w tym wykroczenia skarbowe,
2. wykaz „Ko” – dla czynności podejmowanych przez sąd z urzędu, pism i wniosków w sprawach o wykroczenia i wykroczenia skarbowe, niepodlegających wpisowi do innych urządzeń ewidencyjnych.

##### Sprawy z zakresu prawa karnego wykonawczego
Podstawa prawna: § 392–393, 395 – 420 Instrukcji
1. W wydziałach karnych sądów okręgowych, w których rozpoznaje się sprawy z zakresu prawa karnego wykonawczego dotyczące skazanych pozbawionych wolności (sądach penitencjarnych) prowadzi się następujące wykazy:
  1. „Kow” – w szczególności dla spraw o udzielenie przerwy w wykonywaniu kary pozbawienia wolności, odwołanie przerwy w wykonywaniu kary pozbawienia wolności, odwołanie warunkowego zwolnienia, obciążenie skazanego kosztami leczenia poniesionymi z jego winy, zmianę określonego w wyroku rodzaju i typu zakładu karnego, a także udzielenia zezwolenia na odbycie przez skazanego kary pozbawienia wolności w systemie dozoru elektronicznego lub uchylenia zezwolenia na odbycie przez skazanego kary pozbawienia wolności w systemie dozoru elektronicznego;
  2. „Pen” – dla wszelkich spraw rozstrzyganych przez sędziego penitencjarnego w związku z wykonywaniem przez niego nadzoru nad tymczasowym aresztowaniem lub karą pozbawienia wolności, jeżeli nie podlegają one wpisaniu do odrębnego urządzenia ewidencyjnego.
2. W wydziałach karnych, w tym wyodrębnionych w ich ramach sekcjach wykonawczych, sądów rejonowych i sądów okręgowych, w których rozpoznaje się sprawy karne, prowadzi się następujące wykazy:
  1. „Wp” – dotyczący wykonania prawomocnie orzeczonych kar pozbawienia wolności i kar aresztu;
  2. „Wpz” – dotyczący wykonania orzeczeń o warunkowym zwolnieniu;
  3. „Wpkz” – dla osób skazanych, w stosunku do których sąd prawomocnie zarządził wykonanie zastępczej kary pozbawienia wolności lub zastępczej kary aresztu;
  4. „Śr. zab.” – dla ewidencji osób, w stosunku do których został orzeczony prawomocnie środek zabezpieczający z art. 94 § 1 k.k. i art. 96 § 1 k.k.;
  5. „Wog” – dotyczący wniosków o wyrażenie zgody na wykonanie prac społecznie użytecznych w zamian za nieuiszczoną w terminie i nierozłożoną na raty oraz wezwań w tym zakresie;[wykaz został wycofany]
  6. „D” – dla osób, wobec których orzeczono dozór;
  7. „Wo” – dotyczący wykonania prawomocnie orzeczonych kar ograniczenia wolności;
  8. „Wu” – dla osób, wobec których prawomocnie orzeczono warunkowe umorzenie postępowania karnego, jeżeli tego rodzaju orzeczenie wydał sąd rejonowy albo tego rodzaju orzeczenie zostało temu sądowi przekazane do wykonania;
  9. „Wzaw” – dla ewidencjonowania nazwisk osób, wobec których prawomocnie orzeczono karę grzywny, ograniczenia wolności lub pozbawienia wolności z zastosowaniem warunkowego zawieszenia wykonania kary na okres próby
  10. „NF” dla skazanych, w stosunku do których sąd zasądził nawiązkę lub świadczenie pieniężne.

#### Sądy apelacyjne
Podstawa prawna: § 451 – 453 Instrukcji
Sądy apelacyjne, z uwagi na fakt iż rozpoznają sprawy zasadniczo wyłącznie w II instancji, nie posiadają tak rozbudowanej struktury wewnętrznej, co odbija się na znacznie mniejszej ilości repertoriów i jednocześnie rejestrowaniu spraw, dla których w niższych sądach prowadzi się odrębne repertoria, w jednym repertorium – dotyczy to w szczególności szeroko rozumianych spraw cywilnych.
1. W wydziale cywilnym sądu apelacyjnego prowadzi się następujące repertoria i wykazy:
  1. „ACa” – dla spraw cywilnych i gospodarczych przedstawionych z apelacjami od orzeczeń sądów okręgowych, a także dla spraw cywilnych dotyczących skarg o uchylenie wyroku sądu polubownego,
  2. „AGa” – dla spraw gospodarczych oraz spraw z zakresu własności intelektualnej, w tym spraw dotyczących unijnych znaków towarowych i wzorów wspólnotowych, przedstawionych z apelacjami od orzeczeń sądów okręgowych, a także dla spraw gospodarczych dotyczących skarg o uchylenie wyroku sądu polubownego,
  3. „ACz” – dla spraw cywilnych i gospodarczych przedstawionych z zażaleniami na postanowienia i zarządzenia wydane w postępowaniu przed sądami okręgowymi oraz dla zażaleń rozpoznawanych przez inny skład sądu drugiej instancji,
  4. „AGz” dla spraw gospodarczych oraz spraw z zakresu własności intelektualnej, w tym spraw dotyczących unijnych znaków towarowych i wzorów wspólnotowych, przedstawionych z zażaleniami na postanowienia i zarządzenia wydane w postępowaniu przed sądami okręgowymi oraz dla zażaleń rozpoznawanych przez inny skład sądu drugiej instancji,
  5. „ACo” – dla innych spraw cywilnych rozpoznawanych według przepisów o procesie, niepodlegających wpisaniu do repertorium „ACa” lub „ACz”,
  6. „AGo” dla innych spraw gospodarczych oraz spraw z zakresu własności intelektualnej, w tym spraw dotyczących unijnych znaków towarowych i wzorów wspólnotowych, niepodlegających wpisaniu do repertorium „AGa” lub „AGz.
2. W wydziale pracy i ubezpieczeń społecznych sądu apelacyjnego (apelacyjnym sądzie pracy i ubezpieczeń społecznych), prowadzi się następujące repertoria:
  1. „APa” – dla spraw z zakresu prawa pracy, przedstawionych z apelacjami od orzeczeń sądów okręgowych;
  2. „APz” – dla spraw z zakresu prawa pracy przedstawionych z zażaleniami na postanowienia i zarządzenia wydane w postępowaniu przed sądami okręgowymi oraz dla zażaleń rozpoznawanych przez inny skład sądu drugiej instancji,
  3. „AUa” – dla spraw z zakresu ubezpieczeń społecznych przedstawionych z apelacjami od orzeczeń sądów okręgowych;
  4. „AUz” – dla spraw z zakresu ubezpieczeń społecznych przedstawionych z zażaleniami na postanowienia i zarządzenia wydane w postępowaniu przed sądami okręgowymi oraz dla zażaleń rozponawanych przez inny skład sądu drugiej instancji;
  5. „APo” – dla innych spraw z zakresu prawa pracy, rozpoznawanych według przepisów o procesie, a niepodlegających wpisaniu do wcześniej wymienionych repertoriów;
  6. „AUo” – dla innych spraw z zakresu ubezpieczeń społecznych, rozpoznawanych według przepisów o procesie, nieewidencjonowanych w wymienionych repertoriach.
3. W wydziale karnym sądu apelacyjnego prowadzi się następujące repertoria i wykazy (jeżeli nie zaznaczono inaczej, chodzi o repertorium):
  1. „AKa” – dla spraw karnych, w których wniesiono apelację od wyroków sądów okręgowych;
  2. „AKz” – dla spraw karnych, w których wniesiono zażalenia na postanowienia sądów okręgowych lub na zarządzenia prezesów tych sądów, z wyłączeniem zażaleń na postanowienia sądów wydane w postępowaniu wykonawczym;
  3. „AKzw” – dla spraw, w których wniesiono zażalenia na postanowienia sądów okręgowych wydane w postępowaniu wykonawczym;
  4. wykaz „AKo” – dla pism i czynności sądowych w sprawach karnych, które nie podlegają wpisowi do innych urządzeń ewidencyjnych, a dotyczą m.in. wznowienia postępowania, odszkodowania za niesłuszne skazanie, tymczasowe aresztowanie lub zatrzymanie, prośby o ułaskawienie, a także dla wniosków o przekazanie innemu sądowi sprawy zagrożonej przedawnieniem;
  5. wykaz „AKp” – dla wniosków o przedłużenie tymczasowego aresztowania na okres ponad 12 miesięcy (w postępowaniu przygotowawczym) oraz 2 lat (łącznie do wydania pierwszego wyroku przez sąd I instancji), jeżeli wpływ spraw jest znaczny.

#### Sprawy międzynarodowe
Podstawa prawna: § 456 Instrukcji
W sytuacji, gdy zachodzi konieczność skorzystania z międzynarodowej pomocy sądowej, sprawę rejestruje się w specjalnym wykazie „Oz”, niezależnie od rejestracji we właściwym repertorium lub wykazie, stosownie do reguł wyżej przedstawionych.
Dotyczy to w szczególności spraw, w których stroną lub uczestnikiem jest cudzoziemiec lub osoba przebywająca albo mająca siedzibę za granicą, wnioski sądów lub innych organów państw obcych o udzielenie pomocy prawnej, wnioski sądów polskich o udzielenie pomocy prawnej za granicą, pisma przedstawicielstw dyplomatycznych i urzędów konsularnych państw obcych w Polsce.

#### Sprawy o przewlekłość
Podstawa prawna: § 458 Instrukcji
Ustawa z dnia 17 czerwca 2004 r. o skardze na naruszenie prawa strony do rozpoznania sprawy w postępowaniu sądowym bez nieuzasadnionej zwłoki wprowadziła do polskich procedur sądowych prawo skargi na przewlekłość postępowania sądowego. Sprawy te rejestrowane są w wykazie „S”.

### Repertoria Sądu Najwyższego

#### Podstawa prawna
Zasady biurowości w Sądzie Najwyższym reguluje instrukcja biurowa.

#### Izba Cywilna
Podstawa prawna: § 31 instrukcji
W Izbie Cywilnej Sądu Najwyższego prowadzi się następujące repertoria:
1. „CSK” – dla spraw przedstawionych ze skargą kasacyjną,
2. „CSKP” – dla spraw, w których skargę kasacyjną przyjęto do rozpoznania;
3. „CNP” – dla spraw przedstawionych ze skargą o stwierdzenie niezgodności z prawem prawomocnego orzeczenia,
4. „CNPP” – dla spraw, w których skarga o stwierdzenie niezgodności z prawem prawomocnego orzeczenia została przyjęta do rozpoznania
5. „CZP” – dla spraw przedstawionych celem rozstrzygnięcia zagadnienia prawnego,
6. „CZ” – dla spraw przedstawionych z zażaleniem i przejętych do rozpoznania zażalenia,
7. „CA” – dla spraw przejętych do rozpoznania apelacji,
8. „CN” – dla spraw o unieważnienie prawomocnego orzeczenia,
9. „CO” – dla pozostałych spraw.

#### Izba Karna
Podstawa prawna: § 32 instrukcji
W Izbie Karnej Sądu Najwyższego prowadzi się następujące repertoria:
1. „KZP” – dla spraw przedstawionych celem rozstrzygnięcia zagadnienia prawnego,
2. „KK” – dla spraw przedstawionych z kasacją,
3. „KZ” – dla spraw przedstawionych z zażaleniem,
4. „KS” – dla skarg na wyrok sądu odwoławczego,
5. „KA” – dla spraw przyjętych do rozpoznania apelacji,
6. „KO” – dla pozostałych spraw,
7. 'KDI” – dla spraw dyscyplinarnych zawodów medycznych i innych,
8. „RD” – dla spraw dyscyplinarnych sędziów SN wszczętych przez Rzecznika Dyscyplinarnego.

#### Izba Pracy i Ubezpieczeń Społecznych
Podstawa prawna: § 33 instrukcji
W Izbie Pracy i Ubezpieczeń Społecznych Sądu Najwyższego prowadzi się następujące repertoria:
1. „PSK” – dla spraw z zakresu prawa pracy, prawa własności przemysłowej oraz rejestrowych przedstawionych ze skargą kasacyjną,
2. „PSKP” – dla spraw z zakresu prawa pracy, prawa własności przemysłowej oraz rejestrowych przedstawionych ze skargą kasacyjną, w których przyjęto skargę kasacyjną do rozpoznania,
3. „PZP” – dla spraw z zakresu prawa pracy, prawa własności przemysłowej i rejestrowych przedstawionych celem rozpoznania zagadnienia prawnego,
4. „PZ” – dla spraw z zakresu prawa pracy, prawa własności przemysłowej i rejestrowych przedstawionych z zażaleniem i przejętych do rozpoznania zażalenia,
5. „PA” – dla spraw z zakresu prawa pracy, prawa własności przemysłowej i rejestrowych przejętych do rozpoznania apelacji,
6. „PN” – dla spraw z zakresu prawa pracy, prawa własności przemysłowej i rejestrowych o unieważnienie prawomocnego orzeczenia,
7. „USK” – dla spraw z zakresu ubezpieczeń społecznych oraz wypadków przy pracy i chorób zawodowych przedstawionych ze skargą kasacyjną,
8. „USKP” – dla spraw z zakresu ubezpieczeń społecznych oraz wypadków przy pracy i chorób zawodowych przedstawionych ze skargą kasacyjną, w których przyjęto skargę kasacyjną do rozpoznania
9. „UZP” – dla spraw z zakresu ubezpieczeń społecznych oraz wypadków przy pracy i chorób zawodowych przedstawionych celem rozpoznania zagadnienia prawnego,
10. „UZ” – dla spraw z zakresu ubezpieczeń społecznych oraz wypadków przy pracy i chorób zawodowych przedstawionych z zażaleniem i przejętych do rozpoznania zażalenia,
11. „UA” – dla spraw z zakresu ubezpieczeń społecznych oraz wypadków przy pracy i chorób zawodowych przejętych do rozpoznania apelacji,
12. „UN” – dla spraw z zakresu ubezpieczeń społecznych oraz wypadków przy pracy i chorób zawodowych o unieważnienie prawomocnego orzeczenia,
13. „PUNP” – dla spraw przedstawionych ze skargą o stwierdzenie niezgodności z prawem prawomocnego orzeczenia,
14. „PUNPP” – dla spraw przedstawionych ze skargą o stwierdzenie niezgodności z prawem prawomocnego orzeczenia, w których skarga została przyjęta do rozpoznania,
15. „PUO” – dla pozostałych spraw.

#### Izba Kontroli Nadzwyczajnej i Spraw Publicznych
Podstawa prawna: § 34 instrukcji
W Izbie Kontroli Nadzwyczajnej i Spraw Publicznych Sądu Najwyższego prowadzi się następujące repertoria:
1. „NSK” – dla spraw z zakresu ochrony konkurencji, regulacji energetyki, telekomunikacji i transportu kolejowego oraz spraw, w których złożono odwołanie od decyzji Przewodniczącego Krajowej Rady Radiofonii i Telewizji,
2. „NSKP” – dla spraw, w których skargę kasacyjną przyjęto do rozpoznania,
3. „NSNk – dla spraw ze skarg nadzwyczajnych dotyczących orzeczeń wydanych z bezpośrednim lub odpowiednim zastosowaniem przepisów Kodeksu postępowania karnego, Kodeksu karnego skarbowego, Kodeksu postępowania w sprawach o wykroczenia, w tym także odnoszących się do orzeczeń wydanych przez sądy wojskowe,
4. „NSNc” – dla spraw ze skarg nadzwyczajnych w pozostałych sprawach,
5. „NZP” – dla spraw przedstawionych z zagadnieniem prawnym,
6. „NP” – dla spraw przedstawionych ze skargą o stwierdzenie niezgodności z prawem prawomocnego orzeczenia,
7. „NPP” – dla spraw przedstawionych ze skargą o stwierdzenie niezgodności z prawem prawomocnego orzeczenia, w których skarga została przyjęta do rozpoznania,
8. „NZ” – dla spraw przedstawionych z zażaleniem
9. „NSW” – dla spraw wyborczych (dotyczących protestów wyborczych i protestów przeciwko ważności referendum ogólnokrajowego i referendum konstytucyjnego oraz stwierdzania ważności wyborów i referendum),
10. „NSP” – dla spraw ze skarg dotyczących przewlekłości postępowania przed sądami powszechnymi i wojskowymi oraz Sądem Najwyższym,
11. „NKRS” – dla spraw z odwołań od uchwał Krajowej Rady Sądownictwa,
12. „NWW” – dla spraw z wniosków lub oświadczeń dotyczących wyłączenia sędziego albo o oznaczenie sądu, przed którym ma się toczyć postępowanie, obejmujących zarzut braku niezależności sądu lub braku niezawisłości sędziego
13. „NO” – dla innych spraw z zakresu prawa publicznego.

#### Izba Odpowiedzialności Zawodowej
W Izbie Odpowiedzialności Zawodowej Sądu Najwyższego prowadzi się następujące repertoria:
1. „ZSK” – dla spraw dyscyplinarnych sędziów Sądu Najwyższego, sędziów sądów powszechnych, sędziów sądów wojskowych, prokuratorów, asesorów sądowych i asesorów prokuratury rozpoznawanych w pierwszej instancji przez Sąd Najwyższy,
2. „ZOW” – dla spraw przedstawionych z odwołaniem od wyroków i orzeczeń sądów dyscyplinarnych w sprawach dyscyplinarnych sędziów Sądu Najwyższego, sędziów sądów powszechnych, sędziów sądów wojskowych, prokuratorów, asesorów sądowych i asesorów prokuratury, rozpatrywanych na podstawie ustawy z dnia 21 sierpnia 1997 r. – Prawo o ustroju sądów wojskowych, ustawy z dnia 18 grudnia 1998 r. o Instytucie Pamięci Narodowej – Komisji Ścigania Zbrodni przeciwko Narodowi Polskiemu (Dz.U. z 2021 r. poz. 177 oraz z 2022 r. poz. 375,1259 i 1283), ustawy z dnia 27 lipca 2001 r. – Prawo o ustroju sądów powszechnych, ustawy z dnia 28 stycznia 2016 r. – Prawo o prokuraturze (Dz.U. z 2022 r. poz. 1247 i 1259) oraz ustawy z dnia 8 grudnia 2017 r. o Sądzie Najwyższy,
3. „ZK” – dla spraw przedstawionych z kasacją od orzeczeń w sprawach dyscyplinarnych rozpoznawanych przez Sąd Najwyższy na podstawie ustawy z dnia 26 maja 1982 r. – Prawo o adwokaturze (Dz.U. z 2022 r. poz. 1184), ustawy z dnia 6 lipca 1982 r. o radcach prawnych (Dz.U. z 2022 r. poz. 1166), ustawy z dnia 21 grudnia 1990 r. o zawodzie lekarza weterynarii i izbach lekarsko-weterynaryjnych (Dz.U. z 2019 r. poz. 1140), ustawy z dnia 14 lutego 1991 r. – Prawo o notariacie (Dz.U. z 2020 r. poz. 1192 i 2320, z 2021 r. poz. 1177 oraz z 2022 r. poz. 1301), ustawy z dnia 19 kwietnia 1991 r. o izbach aptekarskich (Dz.U. z 2024 r. poz. 688), ustawy z dnia 11 kwietnia 2001 r. o rzecznikach patentowych (Dz.U. z 2024 r. poz. 749), ustawy z dnia 15 września 2022 r. o medycynie laboratoryjnej (Dz.U. z 2023 r. poz. 2125), ustawy z dnia 2 grudnia 2009 r. o izbach lekarskich (Dz.U. z 2021 r. poz. 1342), ustawy z dnia 1 lipca 2011 r. o samorządzie pielęgniarek i położnych (Dz.U. z 2021 r. poz. 628), ustawy z dnia 25 września 2015 r. o zawodzie fizjoterapeuty (Dz.U. z 2023 r. poz. 1213), ustawy z dnia 22 marca 2018 r. o komornikach sądowych (Dz.U. z 2022 r. poz. 1168 i 1301),
4. „ZSG” – dla spraw przedstawionych ze skargą na orzeczenie sądu odwoławczego uchylającego wyrok sądu pierwszej instancji i przekazującego sprawę do ponownego rozpoznania oraz dla spraw ze skargi o wznowienie postępowania w sprawach dyscyplinarnych, o których mowa w art. 27a § 1 pkt 1 ustawy z dnia 8 grudnia 2017 r. o Sądzie Najwyższym,
5. „ZPI” – dla zarządzeń Prezesa Izby Odpowiedzialności Zawodowej w przedmiocie odmowy przyjęcia wniosku o zezwolenie na pociągnięcie do odpowiedzialności karnej sędziów Sądu Najwyższego, sędziów sądów powszechnych, sędziów sądów powszechnych, prokuratorów, asesorów sądowych i asesorów prokuratury,
6. „ZI” – dla spraw rozpoznawanych w pierwszej instancji w przedmiocie zezwolenia na pociągnięcie do odpowiedzialności karnej lub tymczasowe aresztowanie sędziów, asesorów sądowych, prokuratorów i asesorów prokuratury,
7. „ZIZ” – dla spraw przedstawionych z zażaleniem na uchwałę w przedmiocie zezwolenia na pociągnięcie do odpowiedzialności karnej lub tymczasowe aresztowanie sędziów, asesorów sądowych, prokuratorów i asesorów prokuratury oraz dla zażaleń na zarządzenie Prezesa Izby Odpowiedzialności Zawodowej w przedmiocie odmowy przyjęcia wniosku o zezwolenie na pociągnięcie do odpowiedzialności karnej sędziów Sądu Najwyższego, sędziów sądów powszechnych, sędziów sądów wojskowych, prokuratorów, asesorów sądowych i asesorów prokuratury,
8. „ZPU” – dla spraw z zakresu prawa pracy i ubezpieczeń społecznych sędziów Sądu Najwyższego,
9. „ZPUA” – dla spraw przedstawionych z apelacją lub zażaleniem w sprawach z zakresu prawa pracy i ubezpieczeń społecznych sędziów Sądu Najwyższego,
10. „ZZP” – dla spraw przedstawionych z zagadnieniem prawnym,
11. „ZZ” – dla wniosków w przedmiocie zawieszenia sędziego lub prokuratora w czynnościach służbowych oraz w przedmiocie obniżenia wynagrodzenia lub uposażenia, a także dla zażaleń w takich sprawach,
12. „ZW” – dla wniosków rzecznika dyscyplinarnego o wyznaczenie sądu dyscyplinarnego właściwego do rozpoznania sprawy w pierwszej instancji,
13. „ZB” – dla spraw, o których mowa w art. 29 § 6 ustawy z dnia 8 grudnia 2017 r. o Sądzie Najwyższym,
14. „ZBO” – dla odwołań, o których mowa w art. 29 § 21 ustawy z dnia 8 grudnia 2017 r. o Sądzie Najwyższym,
15. „ZO” – dla innych spraw pozostających we właściwości izby[12].

### Repertoria sądów administracyjnych

#### Podstawa prawna
Zasady biurowości w wojewódzkich sądach administracyjnych oraz Naczelnym Sądzie Administracyjnym reguluje instrukcja biurowa.

#### Wojewódzkie sądy administracyjne
Podstawa prawna: § 69 pkt. 1 instrukcji.
W każdym wydziale wojewódzkich sądów administracyjnych prowadzi się następujące repertoria:
1. „SA” – dla spraw, o których mowa w art. 3 § 2 pkt 1-7, art. 3 § 2a i art. 3 § 3 ustawy z dnia 30 sierpnia 2002 Prawo o postępowaniu przed sądami administracyjnymi (Dz.U. z 2024 r. poz. 935), spraw o wymierzenie grzywny lub zastosowanie środka w celu wykonania orzeczeń sądu oraz dla spraw wszczętych na skutek skarg o wznowienie postępowania w tych sprawach;
2. „SAB” – dla spraw wszczętych na skutek skarg na bezczynność organów administracji publicznej lub przewlekłe prowadzenie postępowania przez te organy oraz dla spraw wszczętych na skutek skarg o wznowienie postępowania w tych sprawach;
3. „SPP” – dla spraw o przyznanie prawa pomocy;
4. „SO” – dla innych spraw rozpoznawanych na podstawie przepisów ustawy, w szczególności wnioski o wyłączenie sędziów, przekazane do rozpoznania przez Naczelny Sąd Administracyjny, wnioski o wymierzenie grzywny wobec nieprzekazania przez organ skargi wraz z odpowiedzią na skargę w ustawowym terminie, wnioski o przywrócenie terminu do wniesienia skargi składane przed wpływem skargi do sądu i wnioski o wstrzymanie wykonania zaskarżonego aktu lub czynności składane przed wpływem skargi do sąd.

#### Naczelny Sąd Administracyjny
Podstawa prawna: § 78 pkt. 1 instrukcji.
W każdej Izbie Naczelnego Sądu Administracyjnego prowadzi się następujące repertoria:
1. „SK” – dla spraw przedstawionych ze skargami kasacyjnymi od orzeczeń wojewódzkich sądów administracyjnych oraz spraw ze skarg o wznowienie postępowania;
2. „Z” – dla spraw przedstawionych z zażaleniami na postanowienia i zarządzenia wydane przez wojewódzkie sądy administracyjne, podlegające rozpoznaniu przez Sąd;
3. „W” – dla wniosków w szczególności o: rozstrzygnięcie sporu o właściwość między organami jednostek samorządu terytorialnego i między samorządowymi kolegiami odwoławczymi oraz dla sporów kompetencyjnych między organami tych jednostek a organami administracji rządowej, dla wniosków o wyznaczenie wojewódzkiego sądu administracyjnego właściwego do rozpoznania wniosków, o których mowa w art. 14a i art. 22 § 3 ustawy z dnia 30 sierpnia 2002 Prawo o postępowaniu przed sądami administracyjnymi (Dz.U. z 2022 r. poz. 329);
4. „PP” – dla spraw przedstawionych ze skargami o stwierdzenie, że w postępowaniu, którego skarga dotyczy nastąpiła przewlekłość postępowania;
5. „NP” – dla spraw ze skargi o stwierdzenie niezgodności z prawem prawomocnego orzeczenia oraz dla spraw z wniosku o unieważnienie prawomocnego orzeczenia sądu administracyjnego;
6. „OK” – dla spraw przedstawionych z odwołaniami od uchwał Krajowej Rady Sądownictwa;
7. „KW” – dla spraw ze skarg na postanowienia Państwowej Komisji Wyborczej.

### Repertoria sądów wojskowych

#### Podstawa prawna
Zasady biurowości w sądach wojskowych reguluje instrukcja biurowa.

#### Wojskowe sądy garnizonowe
Podstawa prawna: § 98 instrukcji.
W wojskowych sądach garnizonowych prowadzi się następujące repertoria:
1. „Sg” – dla spraw, w których do wojskowego sądu garnizonowego wniesiono akt oskarżenia lub pismo zastępujące akt oskarżenia, dla spraw w przedmiocie wydania wyroku łącznego, wniosków prokuratorskich o umorzenie postępowania z powodu niepoczytalności sprawcy i o zastosowanie środków zabezpieczających oraz wniosków prokuratora o warunkowe umorzenie postępowania karnego;
2. „Ks” – dla spraw o przestępstwa i wykroczenia skarbowe, w których wniesiono do sądu akt oskarżenia lub pismo zastępujące akt oskarżenia (np. wniosek o dobrowolne poddanie się odpowiedzialności);
3. „Wz” – dla wniosków dotyczących warunkowych przedterminowych zwolnień.

#### Wojskowe sądy okręgowe
Podstawa prawna: § 99 instrukcji.
W wojskowych sądach okręgowych prowadzi się następujące repertoria:
1. „So” – dla spraw, w których do wojskowego sądu okręgowego wniesiono akt oskarżenia lub pismo zastępujące akt oskarżenia, dla spraw w przedmiocie wydania wyroku łącznego, wniosków prokuratorskich o umorzenie postępowania z powodu niepoczytalności sprawcy i o zastosowanie środków zabezpieczających oraz wniosków prokuratora o warunkowe umorzenie postępowania karnego;
2. „SA” – dla spraw, w których wniesiono apelacje od wyroków wojskowych sądów garnizonowych;
3. „Kz” – dla spraw, w których wniesiono zażalenia na postanowienia wojskowych sądów garnizonowych lub na zarządzenia prezesów tych sądów, z wyłączeniem zażaleń na postanowienia sądów wydane w postępowaniu wykonawczym;
4. „Kzw” – dla spraw, w których wniesiono zażalenia na postanowienia wojskowych sądów garnizonowych wydane w postępowaniu wykonawczym;
5. „Żo” – dla spraw, w których uprawnione podmioty zgłosiły wnioski o odszkodowanie w trybie k.p.k.[5] oraz przepisów szczególnych.

### Repertoria Trybunału Konstytucyjnego
W Trybunale Konstytucyjnym prowadzone są następujące repertoria:
1. „K” – wnioski o stwierdzenie zgodności ustaw lub ratyfikowanych umów międzynarodowych z Konstytucją oraz zgodności ustaw z umowami międzynarodowymi, których ratyfikacja wymagała uprzedniej zgody wyrażonej w ustawie;
2. „Kp” – wnioski Prezydenta RP o stwierdzenie zgodności z Konstytucją ustaw przed ich podpisaniem albo umów międzynarodowych przed ich ratyfikacją;
3. „P” – pytania prawne w sprawie zgodności aktu normatywnego z Konstytucją, ratyfikowanymi umowami międzynarodowymi lub ustawą;
4. „Kpt” – wnioski dotyczące rozstrzygania sporów kompetencyjnych, pomiędzy centralnymi konstytucyjnymi organami państwa;
5. „Pp” – wnioski dotyczące stwierdzenia zgodności z Konstytucją celów lub działalności partii politycznych;
6. „U” – wnioski o stwierdzenie zgodności przepisów prawa, wydawanych przez centralne organy państwowe z Konstytucją, ratyfikowanymi umowami międzynarodowymi lub ustawami;
7. „SK” – skargi konstytucyjne;
8. „M” – wnioski Marszałka Sejmu o stwierdzenie przeszkody w sprawowaniu urzędu przez Prezydenta RP oraz powierzeniu Marszałkowi Sejmu tymczasowego wykonywania obowiązków Prezydenta RP[15].

### Repertoria prokuratury
Zasady biurowości we wszystkich powszechnych jednostkach organizacyjnych prokuratury reguluje instrukcja biurowa. Na podstawie § 41 instrukcji prowadzi się w nich, niezależnie od rodzaju jednostki, następujące repertoria:
1. „Ds” – dla postępowań i czynności wykonywanych w sprawach karnych, karnych skarbowych i w sprawach o wykroczenia prowadzone przez prokuratora, Policję i inne organy uprawnione do prowadzenia postępowań (z wyłączeniem czynności ewidencjonowanych w „Di”, postępowań przed sądem I i II instancji oraz środków odwoławczych);
2. „Pa” – dla inicjonowania postępowań administracyjnych, sądowo-administracyjnych i postępowań przed sądem administracyjnym, udziału w tego rodzaju postępowaniach i zaskarżania zapadłych w nich orzeczeń, a także nadzorowania czynności związanych z tego rodzaju postępowaniami administracyjnymi przez podległe jednostki;
3. „Pc” – dla inicjonowania postępowań cywilnych, ze stosunku pracy i ubezpieczeń społecznych, rodzinnych i opiekuńczych oraz spraw o przyznanie lub zwrot kompensaty pieniężnej, roszczeń regresowych i innych spraw wynikających z podejmowanej działalności pozakarnej, udziału w tego rodzaju postępowaniach i zaskarżania zapadłych w nich orzeczeń, a także nadzorowania czynności związanych z tego rodzaju postępowaniami przez podległe jednostki.

Oprócz powyższych repertoriów w na podstawie § 101 ust. 3 instrukcji w powszechnych jednostkach organizacyjnych prokuratury prowadzi się również m.in. następujące samodzielne rejestry z zakresu strzeżenia praworządności:
1. „TK” – dla wniosków Prokuratora Generalnego skierowanych do Trybunału Konstytucyjnego i stanowisk zajmowanych w sprawach rozpoznawanych przez Trybunał Konstytucyjny zainicjonowanych przez inne podmioty oraz dla wystąpień osób zainteresowanych skierowaniem wniosku do Trybunału Konstytucyjnego przez Prokuratora Generalnego i wydawanych opinii o konstytucyjności aktów prawnych;
2. „U” – dla próśb o ułaskawienie i dla spraw, w których wszczęto postępowania o ułaskawienie;
3. „Zo” – dla zażaleń rozpoznawanych przez prokuratora na sposób prowadzenia czynności przez inne organy;
4. „Zp” – dla zagadnień prawnych rozpoznawanych w Sądzie Najwyższym, Naczelnym Sądzie Administracyjnym oraz wystąpień do Sądu Najwyższego w zakresie spraw administracyjnych, cywilnych i karnych;
5. „Zt” – dla zatrzymań dokonywanych przez Policję i inne uprawnione organy, z wyłączeniem zatrzymań osób podejrzanych w postępowaniach zarejestrowanych w repertorium „Ds”.

### Repertoria tłumaczy przysięgłych
Obowiązek prowadzenia repertorium przez tłumaczy przysięgłych wynika z art. 17 ustawy z dnia 25 listopada 2004 r. o zawodzie tłumacza przysięgłego (Dz.U. z 2019 r. poz. 1326). Zgodnie z ust. 2 wspomnianego artykułu, repertorium tłumacza zawiera:
- liczbę porządkową;
- datę przyjęcia zlecenia oraz zwrotu dokumentu wraz z tłumaczeniem;
- oznaczenie zleceniodawcy albo zamawiającego wykonanie oznaczonego tłumaczenia;
- opis tłumaczonego dokumentu, wskazujący nazwę, datę i oznaczenie dokumentu, język, w którym go sporządzono, osobę lub instytucję, która sporządziła dokument oraz uwagi o jego rodzaju, formie i stanie;
- wskazanie rodzaju wykonanej czynności, języka tłumaczenia, liczby stron tłumaczenia oraz sporządzonych egzemplarzy;
- opis tłumaczenia ustnego wskazujący datę, miejsce, zakres i czas trwania tłumaczenia;
- wysokość pobranego wynagrodzenia;
- informację o odmowie wykonania tłumaczenia w postępowaniu prowadzonym na podstawie ustawy na żądanie sądu, prokuratora, Policji oraz organów administracji publicznej, zawierającą datę odmowy, określenie organu żądającego tłumaczenia oraz przyczynę odmowy tłumaczenia (zgodnie z art. 15 ustawy o zawodzie tłumacza przysięgłego odmowa wykonania tłumaczenia dla tych podmiotów może nastąpić wyłącznie w przypadku zajścia szczególnie ważnych przyczyn).

Zgodnie z art. 20 ustawy o zawodzie tłumacza przysięgłego organem uprawnionym do kontroli repertoriów tłumaczy przysięgłych jest wojewoda. W przypadku stwierdzenia nieprawidłowości w prowadzeniu repertorium, wojewoda może – na podstawie art. 24 ust. 1 w związku z art. 21 ust. 1 ustawy – skierować wniosek o postawienie tłumacza przed Komisją Odpowiedzialności Zawodowej, działającą przy Ministrze Sprawiedliwości. W dniu 10 grudnia 2012 r. Komisja przedstawiła wojewodom stosowane w swojej praktyce orzeczniczej zasady oceny poprawności prowadzenia repertorium czynności tłumacza przysięgłego, opracowane w porozumieniu z organizacjami zrzeszającymi tłumaczy TEPIS i STP.

### Repertoria notarialne
Zgodnie z § 1 ust. 1 Rozporządzeniem Ministra Sprawiedliwości z dnia 12 kwietnia 1991 r. w sprawie prowadzenia ksiąg notarialnych oraz przekazywania na przechowanie dokumentów sądom rejonowym (Dz.U. z 2018 r. poz. 2039) notariusze prowadzą następujące repertoria:
1. Repertorium A – przeznaczone do wpisywania wszystkich czynności notarialnych z wyjątkiem protestów;
2. Repertorium P – przeznaczone do wpisywania protestów weksli i czeków.

Zgodnie z § 2 ust. 2 cytowanego Rozporządzenia do repertorium A wpisuje się:
- numer bieżący od początku roku kalendarzowego;
- datę czynności;
- imiona, nazwiska i miejsce zamieszkania stron, nazwę i siedzibę osób prawnych lub innych podmiotów biorących udział w akcie, imiona, nazwiska i miejsce zamieszkania ich przedstawicieli;
- krótką treść czynności;
- oznaczenie wartości przedmiotu;
- pobrane wynagrodzenie notariusza, opłaty skarbowe i podatki – każdą pozycję oddzielnie;
- potwierdzenie odbioru dokumentu przez stronę lub przesłanie dokumentu stronie.

### Repertoria komornicze
Na podstawie § 3 rozporządzenia Ministra Sprawiedliwości z dnia 18 grudnia 2018 r. (Dz.U. z 2018 r. poz. 2517) w sprawie określenia szczegółowych zasad prowadzenia biurowości, rachunkowości i ewidencji operacji finansowych kancelarii komorniczych na komornikach sądowych spoczywa obowiązek prowadzenia następujących repertoriów:
1. „Kmp” – do rejestrowania spraw o egzekucję świadczeń powtarzających się lub o wykonanie postanowienia o udzieleniu zabezpieczenia tych świadczeń;
2. „Kms” – do rejestrowania spraw o egzekucję należności sądowych;
3. „GKm” – do rejestrowania spraw o egzekucję świadczeń dochodzonych na podstawie tytułów wykonawczych pochodzących od sądów gospodarczych lub o wykonanie postanowień o udzieleniu zabezpieczenia tych roszczeń wydanych przez sądy gospodarcze;
4. „Km” – do rejestrowania pozostałych spraw egzekucyjnych, pozostałych spraw o wykonanie postanowienia o udzieleniu zabezpieczenia lub spraw prowadzonych na podstawie europejskiego nakazu zabezpieczenia na rachunku bankowym;
5. „Kmn” – do rejestrowania pozostałych spraw oraz czynności niebędących czynnościami egzekucyjnymi.

Oprócz powyższych repertoriów komornicy prowadzą także dziennik „Kmo” przeznaczony do ewidencjonowania korespondencji ogólnej.

## Repertoria w innych krajach

### Stany Zjednoczone

#### Repertoria notarialne
W Stanach Zjednoczonych notariusze w niektórych stanach są zobowiązani do prowadzenia rejestru dokonywanych czynności notarialnych (notary journal), który pod względem zawartości oraz celu jego prowadzenia jest podobny do polskich repertoriów notarialnych. Przepisy dotyczące prowadzenia rejestrów uchwalane są na szczeblu stanowym, a więc dokładna zawartość oraz tryb prowadzenia rejestru zależą od konkretnego stanu. W 37 z 50 stanów notariusze w ogóle nie są zobowiązani do prowadzenia rejestru dokonywanych czynności.

##### Kalifornia
W Kalifornii sekcja 8206 Kodeksu Rządowego (Goverment Code) zobowiązuje notariuszy do prowadzenia jednego rejestru wszystkich dokonywanych czynności notarialnych. Rejestr ten powinien być przechowywany w bezpiecznym i zamkniętym miejscu, do którego bezpośredni i wyłączny dostęp ma wyłącznie notariusz. Rejestr powinien zawierać m.in.:
- Datę i godzinę oraz rodzaj czynności notarialnej,
- Rodzaj dokumentu, którego dotyczyła czynność (np. rodzaj umowy, pod którą poświadczano własnoręczność podpisu),
- Podpis każdej osoby, której własnoręczność podpisu poświadczono,
- Informacje odnośnie do sposobu ustalenia tożsamości osób uczestniczących w czynności,
- Wskazanie pobranej opłaty,
- Odcisk prawego kciuka (albo lewego kciuka lub innego dostępnego palca, jeżeli uzyskanie odcisku prawego kciuka nie jest możliwe) jeżeli czynność dotyczyła niektórych rodzajów dokumentów.

##### Teksas
W Teksasie sekcja 406.014 Kodeksu Rządowego (Goverment Code) zobowiązuje notariuszy do zapisu w księdze lub elektronicznie m.in. następujących informacji:
- Daty sporządzenia dokumentu, którego dotyczyła czynność,
- Daty dokonania czynności
- Imiona i nazwiska oraz adresy do doręczeń osób uczestniczących w czynności,
- Informacje odnośnie do sposobu ustalenia tożsamości osób uczestniczących w czynności,
- Opis dokumentu, którego dotyczyła czynność

Wskazano przy tym wprost, że wpisy we wspomnianej księdze stanowią informację publiczną i każdy może żądać wydania ich poświadczonej kopii.